# Sự kiện Bond
Sự kiện Bond là những sự kiện bè băng ở Bắc Đại Tây Dương mà Gerard C. Bond muốn liên kết với những biến động khí hậu trong thế Holocen. Đã xác định được tám sự kiện như vậy. Trước đây, các sự kiện Bond được cho là có một chu kỳ khoảng 1.500 năm, nhưng hiện nay giai đoạn biến đổi chính được xác định là khoảng 1.000 năm.
Gerard C. Bond của Đài quan sát Trái đất Lamont–Doherty tại Đại học Columbia là tác giả chính của bài báo năm 1997 đã đưa ra giả thuyết về chu kỳ khí hậu 1470 năm ở thế Pleistocen muộn và thế Holocen, chủ yếu dựa trên các dấu vết thạch luận của băng trôi ở Bắc Đại Tây Dương. Tuy nhiên, các công trình nghiên cứu gần đây hơn tại một địa điểm duy nhất cho thấy các chất theo dõi không cung cấp đủ bằng chứng hỗ trợ cho khoảng thời gian 1.500 năm của biến đổi khí hậu và cho rằng khoảng thời gian k. 1.500 ± 500-năm là một lỗi thống kê.
Hơn nữa, sau khi công bố Niên biểu lõi băng Greenland 2005 (GICC05) đối với lõi băng của Dự án lõi băng Bắc Greenland, rõ ràng là các sự kiện Dansgaard-Oeschger cũng không cho thấy mô hình nào như vậy. Các sự kiện bè băng ở Bắc Đại Tây Dương có liên quan đến các đợt mực nước hồ hạ thấp ở khu vực Trung Đại Tây Dương của Hoa Kỳ, các sự kiện gió mùa châu Á yếu nhất trong ít nhất 9.000 năm qua cũng như hầu hết các sự kiện khô hạn ở Trung Đông trong 55.000 năm qua (cả sự kiện Heinrich và Bond).

## Danh sách

Tổng quan về các sự kiện Bond

Hầu hết các sự kiện Bond không có tín hiệu khí hậu rõ ràng; một số tương ứng với các thời kỳ lạnh đi, nhưng một số khác lại trùng với thời kỳ khô hạn ở một số khu vực. Khoảng cách giữa các sự kiện được ước tính là 1.000-1.500 năm, với sự kiện Bond số 4 là điểm dữ liệu bất thường.
| Số | Thời gian (BP) | Thời gian (SCN, TCN) | Khoảng cách so với sự kiện trước đó | Ghi chú |
| -- | -------------- | -------------------- | ----------------------------------- | --- |
| 0  | ≈ −0.0 ka      | ≈ 2000 AD            | 1400 năm                            | Xem Phủ nhận biến đổi khí hậu |
| 1  | ≈ −1.4 ka      | ≈ 600 AD             | 1400 năm                            | Xem Giai đoạn Di cư và Late Antique Little Ice Age                                                                                               |
| 2  | ≈ −2.8 ka      | ≈ 800 BC             | 1400 năm                            | Xem Iron Age Cold Epoch |
| 3  | ≈ −4.2 ka      | ≈ 2200 BC            | 1700 năm                            | Xem 4.2-kiloyear event; Đế quốc Akkad sụp đổ và Cổ Vương quốc Ai Cập kết thúc.                                                                   |
| 4  | ≈ −5.9 ka      | ≈ 3900 BC            | 2300 năm                            | Sa mạc Sahara tái hình thành vào khoảng 3500–3000 TCN, kết thúc Neolithic Subpluvial. Piora Oscillation. Thời đại đồ đồng sớm bắt đầu ~3300 TCN. |
| 5  | ≈ −8.2 ka      | ≈ 6200 BC            | 1200 năm                            | Xem 8.2-kiloyear event |
| 6  | ≈ −9.4 ka      | ≈ 7400 BC            | 1100 năm                            | Sự kiện Erdale liên quan tới hoạt động của sông băng tại Na Uy, cũng như một sự kiện lạnh tại Trung Quốc.                                        |
| 7  | ≈ −10.3 ka     | ≈ 8300 BC            | 800 năm                             | |
| 8  | ≈ −11.1 ka     | ≈ 9100 BC            | —                                   | Chuyển dịch từ Younger Dryas sang Boreal. |